# Pleurothallis jupiter
Pleurothallis jupiter är en orkidéart som beskrevs av Carlyle August Luer. Pleurothallis jupiter ingår i släktet Pleurothallis och familjen orkidéer.
Artens utbredningsområde är Ecuador. Inga underarter finns listade i Catalogue of Life.